# Represa de Yanase
La represa de Yanase (柳瀬ダム Yanase-damu?) es una represa que se encuentra en la Ciudad de Shikokuchuo, en el distrito Kinshacho Ogawayama (金砂町小川山 Kinshachō Ogawayama?), en el curso inferior del Río Dozan (un afluente del Río Yoshino). 

## Proyecto para la cuenca del río Dozan
Para la región de Uma (宇摩地方 Uma-chihō?) que tiene un clima mediterráneo, cálido y de escasas precipitaciones, era frecuente la falta de agua y cada vez más necesario una solución a este problema. En el año 1928, la Prefectura de Ehime pretendía construir una represa con el objetivo de asegurarse el agua para riego y para la generación de energía hidroeléctrica. Pero el proyecto para la construcción de la Represa de Yanase no prosperó a causa de la oposición impuesta por la Prefectura de Tokushima conforme su derecho sobre el curso inferior del río. Así el proyecto estuvo a punto de suspenderse, pero por intermediación del Ministerio del Interior de Japón se llegó a un acuerdo, suprimiéndose del proyecto la posibilidad de utilizarlo como generador de energía hidroeléctrica. Posteriormente el Ministerio de Guerra quiso imponer la función de generación de energía, pero con el fin de la Segunda Guerra Mundial este Ministerio fue suprimido.

## Represa para usos múltiples
Una vez finalizada la guerra, el Ministerio del Interior cambió el proyecto al de una represa para usos múltiples, buscando además, prevenir las inundaciones mediante la regulación del caudal del Río Dozan. En 1948 se comenzó a construir, y a pesar de que las obras quedan paralizadas un tiempo debido a los daños que causó el tifón Jane, las obras fueron concluidas en el año 1953. La represa es de hormigón, tiene una altura de 55,5 m y 140,7 m de ancho. Es utilizada para regular el caudal del río para evitar inundaciones, para la generación de energía hidroeléctrica, y para aprovisionar el agua utilizada para el riego de cultivos, para el consumo humano y para el uso industrial. 
Mediante un acuerdo con la Prefectura de Tokushima, la Prefectura de Ehime se comprometió a garantizar la liberación de un caudal mínimo, aunque con la inauguración de la Represa de Sameura (早明浦ダム Same'ura-damu?) en el río Yoshino esta obligación quedó sin efecto.
Al embalse se lo denominó Lago Kinsha (金砂湖 Kinsha-ko?) por el hecho de que durante el Período Edo se extraían pepitas de oro en el curso del río. La represa se convirtió en una importante reserva de agua para la Región de Uma, pero también es cierto que 160 viviendas y 169 ha de tierras cultivables quedaron bajo el agua. En el año 1975 se inauguraría la represa de Shingū aguas abajo y en el año 2000 la represa de Tomisato aguas arriba.